# Витебские ворота
55°30′ с. ш. 30°48′ в. д.

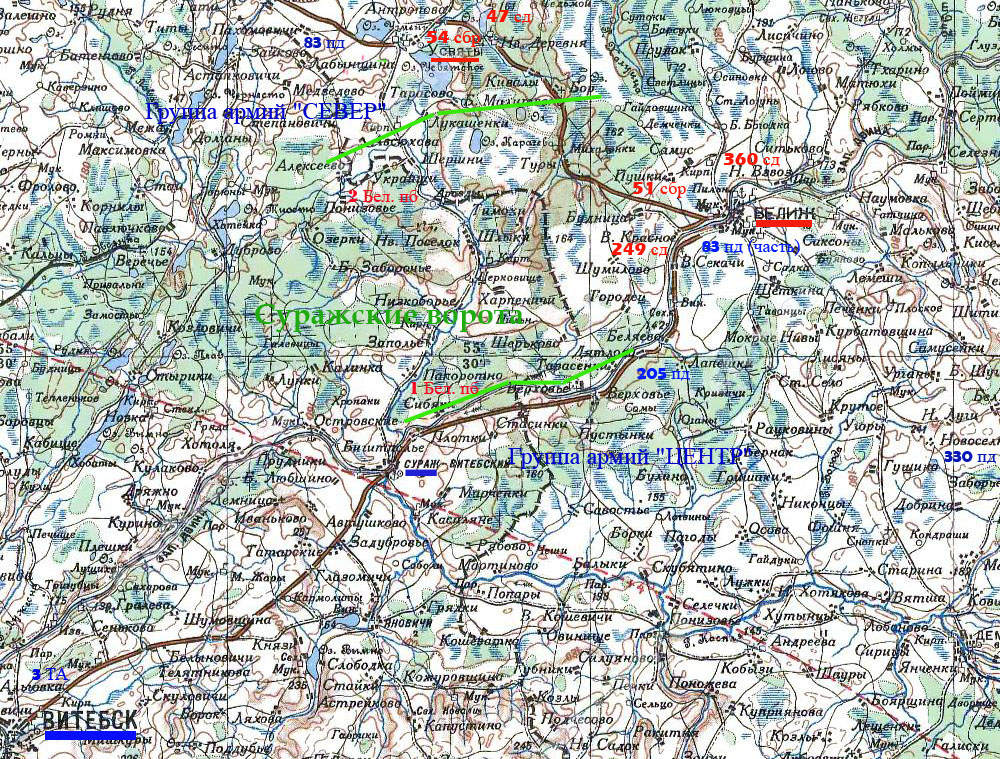
Схема Витебских (Суражских) ворот на карте Генштаба РККА от 1936 года.

«Витебские ворота» или «Суражские ворота» (бел. Віцебскія вароты или бел. Суражскія вароты) — историческое название, принятое в советской (белорусской) истории, относящееся к коридору (разрыву германского фронта между флангами групп армий «Север» и «Центр») шириной примерно в 40 км, между населёнными пунктами Велиж (на юге) и Усвяты, Псковской области (на севере). Этот пролом во фронте образовался в результате наступления 4-й ударной армии Калининского фронта в ходе Торопецко-Холмской операции и спонтанного освобождения окрестных лесных районов (деревень) партизанами Витебской области. Разрыв просуществовал более 7 месяцев — с 10 февраля по 28 сентября 1942 года.

## История возникновения Витебских (Суражских) ворот
Прорыв в линии немецкого фронта возник в результате действий 3-й и 4-й ударных армий в ходе Торопецко-Холмской операции 1942 года и освобождения лесных деревень Тарасенки, Пунище, Галевичи, Озёрки, Украйци, Веречье, Казаково и других партизанскими отрядами.
54-я стрелковая бригада 3-й ударной армии в ночь на 20 (некоторые источники) или 29 января (воспоминания командующего 4-й ударной армией Ерёменко А. Е.) января 1942 года освободила (при поддержке партизанских отрядов) от оккупантов районный центр Усвяты в Псковской области, захватила склады с продовольствием и закрепилась там. Перед штурмом разведчиком Куликовым Е. А. была уничтожена связь противника. Так был образован северный край ворот.
На Велиж в первом эшелоне вдоль русла реки Западная Двина (на 40 км южнее Усвят) наступала 48-я стрелковая бригада 4-й ударной армии. В своих мемуарах командующий 4-й ударной армией Ерёменко А. Е. называет все последующие действия подчинённых ему войск Велижской операцией. 26 января 1942 48-я стрелковая бригада вышла к деревне Кресты. Попытка взять Кресты с ходу не удалась, не помогла также поддержка прибывшей на следующий день 39-й стрелковой бригады. 28 января пришлось оставить заслон, обойти деревню. Трёхдневное промедление сказалось на общей обстановке: в Велиж немцами были подтянуты резервы. Воины 360-й стрелковой дивизии с северо-запада и 48-й стрелковой бригады (в которой осталось 1500 бойцов вместо 4000-5000 по штату) ворвались на северо-западную и юго-западную (правобережные) окраины Велижа и закрепились там. Немцы в составе 257-го пехотного полка 83-й пехотной дивизии, основные силы которой обороняли Великие Луки, контролировали левый берег Западной Двины и половину города Велиж.
Части 249-й стрелковой дивизии и 51-й стрелковой бригады далеко оторвались от своих тылов и по приказу 30 января 1942 наступали на Сураж и Витебск.
249-я стрелковая дивизия начала выдвигаться вдоль правого берега реки на Витебск в обход посёлка Сураж, для блокирования гарнизона которого с севера была оставлена 51-я стрелковая бригада. В конце января противник стал собирать резервы для стабилизации положения. Под управлением LIX армейского корпуса генерала фон дер Шевалери объединялись три свежие дивизии: 83-я, 205-я и 330-я пехотные дивизии. Более того, в Витебске выгружался из эшелонов 277-й пехотный полк 83-й немецкой пехотной дивизии. Когда части 249-й дивизии Г. Ф. Тарасова подходили к городу Витебск по северному берегу Западной Двины, из Витебска параллельным маршрутом навстречу к Суражу (но по южному берегу реки) двигались походные колонны боевой группы, созданной вокруг 277-го немецкого пехотного полка. Свежему пехотному полку удалось отбросить от Суража советскую 51-ю стрелковую бригаду. 249-я стрелковая дивизия, которая только 3 февраля вышла к Витебску всего с 1400 бойцами и обнаружила развёрнутые дивизии противника на окраине Витебска, была вынуждена быстро (по запоздавшему приказу) отступить назад (чтобы не оказаться в окружении) к пункту Островки (Островские) на правом берегу Западной Двины около посёлка Сураж. Затем обе части Красной армии отошли к Велижу и закрепились там. Так был образован южный край ворот.
Навстречу наступавшим войскам Красной Армии стремились партизанские отряды, которые выделяли для воинских подразделений проводников, вели разведку, вместе с красноармейцами штурмовали вражеские гарнизоны и захватывали коммуникации.
Так 24 января 1942 партизаны заняли станцию Кунья, перерезав железную дорогу Великие Луки — Старая Торопа.
Партизанские отряды М. Ф. Бирюлина, М. И. Дьячкова, М. Ф. Шмырёва и Я. З. Захарова, С. Т. Воронова, В. В. Стрелкова освободили к концу января деревни Тарасенки, Пунище, Галевичи, Озерки, Украйци, Веречье, Казаково и другие. Таким образом была образована Суражская партизанская область размером около 1600 км2. По краям этой области немецкие власти контролировали: Городок и дорогу Невель-Витебск, окрестности Витебска и Суража (до деревни Тарасенки), окрестности Невеля и Усвят.
Сами Суражские ворота располагались между посёлком Усвяты на севере и городом Велиж на юге, причем с севера они были прикрыты обширными лесами и непроходимыми болотами: Ивановский мох и Чёрный мох (у деревни Шершни), Большой мох (с двумя озёрами), Липовый мох и Малый мох, а с юга — рекой Западная Двина и лесами. Единственным препятствием поперек коридора для партизан была река Усвяча, вытекающая из Усвятского озера и впадающая в Западную Двину, шириной до 30-40 метров со многими бродами и мостами в деревнях Дрозды, Шлыки, Пудоть и Заполье.
В ходе боёв при создании «Витебских ворот» в феврале 1942 года части 4-й ударной армии освободили небольшую северную часть Суражского района Витебской области (район села Тарасенки). Исторически это была первая белорусская земля, освобождённая от захватчиков.
Причинами игнорирования немецким командованием столь огромной (40 км) «дыры» в своем фронте являлись:
1. недостаток подразделений и живой силы вермахта после напряжённых летней и осенней компаний 1941 года и потерь в ходе контрнаступления Красной армии зимой 1941—1942 годов;
2. необходимость растянуть линии обороны и усилить коммуникации снабжения многочисленных «карманов и выступов» фронта в районе Вязьмы и Ржева — для группы армий «Центр»;
3. выделение сил и средств на прорыв к Демянскому котлу и окружённой группе в городе Холм — для группы армий «Север»;
4. нежелание ни группы армий «Север», ни группы армий «Центр» отвечать за лишние 40 км лесов и болот без особых дорог, где наступление Красной армии всё равно было бы бесполезно (особенно весной), так как единственная серьёзная дорога вела вдоль контролируемого немцами берега Западной Двины в укреплённый Витебск. Последнее подтверждается тем, что с февраля 1942 года, после провала наступления 249-й стрелковой дивизии, советские войска и не пытались здесь наступать.

## Использование Витебских (Суражских) ворот
После того, как ставкой и командованием Красной Армии были осознаны уникальные свойства этой бреши во фронте немецких войск, через «Витебские ворота» в тыл врага с апреля 1942 года стали централизованно направлять диверсионные и так называемые организаторские группы (в составе которых находились партийные и комсомольские работники, инструкторы-подрывники, медицинский персонал, работники типографий) — более 170 групп, около 3000 человек, что составляет около 15 % от всего потока (для сравнения: всего за войну из тыла на территорию Беларуси было отправлено свыше 20 050 человек: 265 командиров партизанских отрядов, 1146 инструкторов-подрывников, около 15 000 подрывников, 529 организаторов подполья, 457 радистов, 252 разведчика, 52 полиграфиста-наборщика, 23 химинструктора, 12 редакторов газет, 11 водолазов). Через ворота доставлялись оружие (5000 единиц), боеприпасы, медикаменты, типографии, печатные машинки, радиостанции (более 150 штук), взрывчатка, оснащение и специалисты для организации более 50 скрытых аэродромов в районе базирования партизанских отрядов.
Через «Витебские ворота» прибыли из советского тыла в партизанские районы Белоруссии следующие соединения: зимой 1942 года — конный отряд героя гражданской войны А. К. Флегонтова (c 21 августа 1942), отряды комсомольцев Новосибирска, Омска (отряд «Сибиряк»), Москвы (отряды имени Сергея Лазо и имени Н. Ф. Гастелло), летом 1942 года — отряды «Бесстрашный», «Мститель», «Гроза», «Быстрый», а также группы литовских и латышских партизан.
Этот коридор работал и в обратную сторону: с оккупированной территории было эвакуировано около 200 тысяч мирных жителей, на «Большую землю» отправлялись на переформирование партизанские отряды, выходили и вывозились раненые партизаны, а также выходили добровольцы для вступления в Красную Армию (25 тысяч из них было мобилизовано). Переправлялось также продовольствие (1600 тонн хлеба, около 10 тысяч тонн картофеля и прочего продовольствия), животные (2—4 тысячи лошадей, 6 тысяч голов скота) и другие ценности в Советский фонд обороны.
Белорусский художник М. А. Савицкий посвятил именно этой сфере деятельности ворот одну из известных своих картин 1967 года, которая так и называется — «Суражские ворота».
Была даже организована телефонная связь между штабом 1-й Белорусской партизанской бригады, частями Красной Армии, Витебским обкомом и облисполкомом (единственным на тот момент работающим органом белорусской власти), размещавшимся на территории Усвятского и Велижского районов Смоленской области (на линии «ворот»), а затем здесь была организована и группа Минского подпольного обкома партии. В результате партизанских операций от оккупантов освободили девять сельсоветов Суражского района, Николаевский сельский Совет Витебского района и семь сельсоветов Меховского района.
В отдельных случаях партизаны отправляли через Витебские ворота технику для регулярных войск. Командир разведки (а затем отряда имени Чапаева) 2-й Белорусской партизанской бригады И. Р. Афанасьев вспоминал, что в мае 1942 они обнаружили в лесу 6 пушек, оставленных одним из подразделений Красной Армии, выходившим из окружения. Командование 4-й ударной армии выслала своих специалистов к партизанам для выявления пригодности орудий. С помощью партизан техника была приведена в порядок и переправлена в регулярную армию.
Через «Суражские ворота» партизан Н. Я. Киселёв вывел с оккупированной территории более 200 евреев, пройдя с ними до этого более 700 км.
Как утверждает, ссылаясь на воспоминания отца, дочь легендарного Батьки Миная, Дина Шмырёва, факт существования «Витебских ворот» особо заинтересовал И. Сталина:

«Летом 1942 года он принимал в Кремле руководителей партизанского движения, среди которых был и М. Шмырёв. Есть даже картина советского художника Ф. Модорова „Партизаны на приеме у И. В. Сталина“. В разговоре с вождем особо активничал небезызвестный С. Ковпак, М. Шмырёва же не спрашивали, и он молчал. Заметив это, присутствующий на той встрече П. Пономаренко сказал: „Иосиф Виссарионович, у нас здесь представитель Витебщины, надо бы и с ним поговорить“. Миная Филипповича пригласили к Сталину на следующий день. Главнокомандующий за руку поздоровался и попросил поведать ему о положении партизанских дел. Батька Минай и рассказал, что добирался в Москву через коридор во фронте, то есть через „Витебские ворота“. Сталин потребовал карту, а после того, как М. Шмыреёв показал ему месторасположение „ворот“ и рассказал, что в районе Суража народные мстители образовали партизанский край, свободный от фашистов, где работают сельсоветы и колхозы, снабжающие Красную армию продовольствием, особо проникся этим фактом и приказал П. Пономаренко оказывать партизанам всяческое содействие…» — http://7dney.by/ru/issues?art_id=2940

## Оборона ворот регулярными войсками

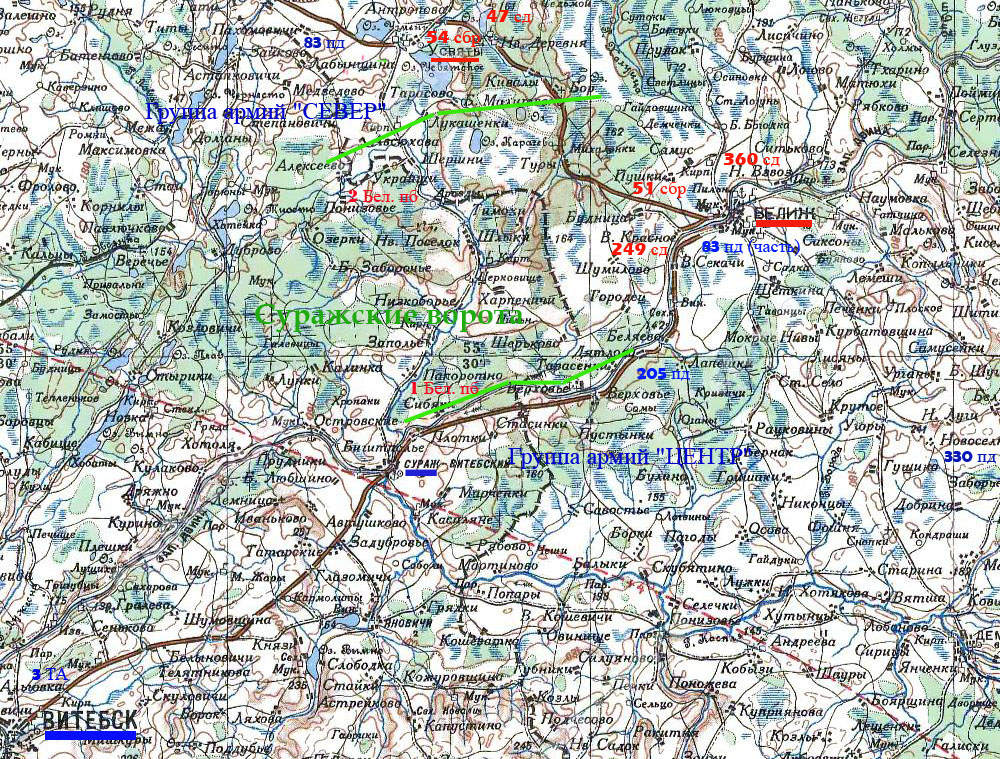
Схема Витебских (Суражских) ворот на карте Генштаба РККА от 1936 года.

Подступы к «воротам» удерживали со стороны регулярных войск: части 4-й ударной армии, конкретно:
С юга, в районе города Велиж — солдаты 51-й стрелковой бригады (командир А. Н. Фёдоров) и солдаты 249-й стрелковой дивизии (командир Г. Ф. Тарасов).
С севера, в районе посёлка Усвяты — солдаты 54-й стрелковой бригады, затем с июля 1942 года 47-я Невельская стрелковая дивизия (командир С. С. Чернюгов).
По рокадной дороге Велиж — Усвяты сплошного фронта не было, велось только патрулирование, так как противник там не появлялся.

## Оборона ворот партизанами
Со стороны партизан «Суражские ворота» удерживали:
С юга (по правому берегу Западной Двины от деревни Тарасенки в 20 км от Велижа и до деревень Плоты и Кулаково в 35 км от Витебска, с рейдами до окраин Витебска и Городка) — 1-я Белорусская партизанская бригада (1500—2000 человек) под командованием М. Ф. Шмырёва.
Минай Филиппович Шмырев по прозвищу «Батька Минай», первый командир этой бригады, уроженец села Пунище, ветеран Первой мировой войны (три Георгиевских креста) — 15 августа 1944 года ему присвоено звание Героя Советского Союза. До войны — директор фабрики им. Воровского в Витебске. В партизанах с 12 июля 1941 года (назначен командиром отряда ещё 5 июля по распоряжению райкома), его отряд из 25 человек к сентябрю 1941 года вырос до 75 человек, и к октябрю уничтожил 250 вражеских солдат и офицеров, 30 мостов, 49 автомашин. Четверо детей командира в возрасте от 3 до 14 лет были арестованы гестапо осенью 1941. После четырёх месяцев заключения 14 февраля 1942 года дети М. Ф. Шмырёва, его сестра и мать жены были расстреляны.
Для создания бригады в отряд М. Ф. Шмырёва 4 апреля 1942 года прибыли: представитель 4-й ударной армии Радин, представители ЦК КПБ и Витебского обкома Романов, Стулов и Рябцев. Было созвано совещание командиров партизан, где зачитали письмо секретаря ЦК КПБ Пономаренко о необходимости объединения всех партизанских отрядов и групп в бригаду. Эта бригада была создана 8 апреля на основе отрядов М. Ф. Шмырева, Г. С. Курмелева, А. Д. Гурко, Д. Ф. Райцева и М. Ф. Бирюлина. Командиром был назначен М. Ф. Шмырёв, комиссаром — Р. В. Шкредо, начальником штаба — Я. З. Захаров. Численный состав бригады на момент создания был около 300 человек, к концу сентября 1942 года вырос до 2000 человек, на вооружении появились пушки и миномёты. Бригада контролировала Суражско-Городокский партизанский край, где действовало 15 сельсоветов. С конца ноября 1942 года М. Ф. Шмырёв был отозван в Москву в Белорусский штаб партизанского движения, а командиром 1-й Белорусской партизанской бригады был назначен Я. З. Захаров.
На базе отрядов Д. Ф. Райцева и М. Ф. Бирюлина из состава 1-й Белорусской партизанской бригады организованы бригады имени Краснознаменного Ленинского Комсомола (ноябрь 1942 года) и 1-я Витебская партизанская бригада (февраль 1943 года).
С севера действовала (от деревень Карпенкино и Шершни к югу от Усвят до станции Езерище Меховского района) — 2-я Белорусская имени П. К. Пономаренко партизанская бригада (300—600 человек) под командованием М. И. Дьячкова — создана в мае 1942 года на базе Меховского партизанского отряда, который в свою очередь, был создан 18 июля 1941 года на основе истребительного батальона (107 человек).
Командиром Меховского партизанского отряда (65 человек) сначала был председатель Меховского райисполкома К. Ф. Волков, а комиссаром — И. Т. Гуцало (он же секретарь Меховского подпольного райкома партии), начальником штаба — М. Г. Скоробогатов. В сентябре 1941 деятельность отряда на дорогах Езерище — Холомерье — Бычиха настолько обеспокоила немцев, что они использовали войска, следующие на фронт, для участия в операции, которая привела к окружению Меховского партизанского отряда. Прижатый к болоту отряд потерял своих руководителей, но вырвался из окружения при помощи партизана-подпольщика И. М. Рыбикова. Было решено часть партизан переправить в леса Суражского района, где они объединились с отрядом Иванова-Нароенки. В октябре эта группа вышла в советский тыл. Остальные партизаны разбились на малые группы и перешли в подполье. Но 29 января 1942 отряд был восстановлен, с новым командиром М. И. Дьячковым.
В мае 1942 по решению Витебского обкома КП(б)Б Меховский партизанский отряд был развёрнут во 2-ю Белорусскую партизанскую бригаду имени П. К. Пономаренко, которая состояла из трех отрядов общей численностью 617 человек плюс 128 человек, которые формировали конный взвод разведки, хозяйственную и санитарную части, штабные службы. Партизаны были вооружены винтовками, пулемётами, имелись в незначительном количестве автоматы, миномёты.

## Ликвидация ворот противником
В ночь на 25 сентября 1942 года гитлеровскими войсками была начата крупная и хорошо спланированная операция в этом районе. Она началась наступлением с юга, по трем направлениям: из Витебска через Курино, из Суража через Тарасенки и из гарнизона в деревне Краслевичи Суражского района (со стороны Велижа). Эти сходящиеся удары немецких войск были направлены с юга вдоль долины реки Усвяча, по западному берегу которой проходила основная лесная рокадная дорога Сураж-Тарасенки-Пудоть (Пудать)-Шершни-Усвяты. Особенно тяжёлые бои партизаны вели на юге у деревень Пунище, Булы, Пудоть (Пудать) Суражского района (где был подпольный райком партии под руководством И. Ф. Миканенко) и на севере у деревень Мялыни (Мялынь), Шмыри, Дрозды Усвятского района. В ночь с 27 на 28 сентября после упорных боёв и интенсивной артподготовки, используя преимущество в танках, противник занял деревню Мялыни.
27—28 сентября 1942 года немецкие войска крупными силами очистили от партизан Великолукское шоссе в направлении Усвят и начали наступать также и с севера на юг по долине реки Усвяча в сторону деревни Шершни (в 10 км к югу от Усвят).
В результате противник 28 сентября занял деревни Карпенкино, Шмыри, Шершни и тем самым полностью закрыл «Витебские ворота». В ходе карательной операции немецкие войска сожгли деревни Степановичи, Старое и Новое Кукаво, Альгово, Шляпы, Боброве и другие.
Затем немцы атаковали фронт регулярных войск со стороны посёлка Усвяты. Бой длился двое суток, атаки каждый раз разбивались об оборону 334-го полка 47-й стрелковой дивизии, находившейся в обороне на Усвятском плацдарме.
В память о героических действиях воинов и партизан по удержанию «Витебских ворот» у деревни Заполье Витебского района в 1977 году был установлен памятник (архитекторы В. В. Ягодницкий и В. И. Чернявский).

## Дальнейшие действия партизан в Суражской зоне
После ликвидации Витебских ворот оккупантами были также заняты деревни Шлыки, Булы, Шитики, Жирасперы, Низкоборье, Новоалександровка, Заполье и другие. Все диверсионные и оперативные группы НКВД, расположенные там, оказались отрезанными от линии фронта. Их оперативный состав разбился на отдельные группы и, присоединившись к действующим в данных районах партизанским отрядам, продолжал вести активную агентурно-разведывательную работу.

### Авиамост к партизанам, организованный 105 авиаполком
После закрытия Витебских ворот в сентябре 1942 года на помощь партизанам в плане снабжения оружием, боеприпасами, медикаментами пришли мобилизованные в начале войны летчики Гражданской авиации или ГВФ — 105-й авиационный полк с транспортными самолётами, базировавшийся около деревни Войлово, в 28-30 км к северу от Велижа.
Первый самолёт, который прорвал блокаду и совершил 28 октября 1942 г. посадку в расположении 1-й Белорусской партизанской бригады возле деревни Горькаво (10 км к северо-западу от Суража), пилотировали командир 105-го гвардейского авиаполка майор Евгений Клуссон и лейтенант Николай Жуков. Пилот Жуков скоро стал любимцем партизан за свои смелые рейсы. Летчики совершали со своей базы Войлово за ночь до четырёх-пяти 60 километровых рейсов в Горькаво из Войлово и доставляли партизанам оружие, боеприпасы, медикаменты, газеты, листовки, письма и другую литературу. Помимо партизанской деревни Горькаво до декабря 1943 рейсы выполнялись в районы Совостье, Барсуки, Курино, Плешки (55°22′05.1″N 30°23′41.6″E — всего в 22 км от Витебска, 80 км до Войлово), Голебецы, Новоселье, Горяне (всего в 6 км от ж.д. Витебск — Невель — Великие Луки у станции Бычиха) и Селивицкие.
Обратными рейсами самолёты вывозили раненых в боях партизан, женщин с детьми, документы, взятые у немцев, а иногда взятых в плен немецких офицеров и солдат, которые могли дать ценные сведения.
25 января 1943 года партизаны бригады Михаила Бирюлина выкрали обер-лейтенанта Отто Буде из его квартиры в гарнизоне Савченки. В дальнейшем пленный рассказал партизанам о готовящейся карательной операции «Еккельн». Ночью пленного отправили на самолёте 105 авиаполка за линию фронта.

### Разница между Суражско-Городокской и Россоно-Освейской партизанскими зонами
Надо отметить, что на картах оккупантов огромный район севернее Витебска был обозначен как «партизанская республика Россоны», хотя деревня Россоны была центром Россоно-Освейской партизанской зоны, которая не была напрямую связана с Суражско-Городокской зоной.

### Карательные экспедиции оккупантов
Дальнейшая деятельность партизан в Суражско-Городокской зоне настолько мешала противнику, что было организовано по меньшей мере 4 карательных экспедиции в этом регионе:
- «Affenkäfig» («Клетка обезьяны») — проводилась в конце ноября 1942 в районе треугольника Полоцк — Витебск — Невель (территории Городокского, Меховского и частично Невельского районов). Частично затронула Суражскую зону.

Силы противника: 12-я танковая дивизия, 2-й батальон 406-го полка 201-й охранной дивизии и полицейские из местных гарнизонов. Им противостояла 4-я Белорусская партизанская бригада. До вечера 11 ноября противник достиг рубежа партизанской обороны на запад от Харино — Хватыня, на восток от Белодедово — Холамерье. Постоянно маневрируя в лесисто-болотистой местности, партизаны избегали прямых столкновений с вражескими танками и наконец укрепились в труднодоступном для войск противника лесном массиве между линией Невель — ст. Дретунь — озеро Ардово. 
В результате убито около 1200 человек местного населения, сожжено 58 деревень.
- «Waldwinter» («Зимний лес») — проводилась с 27 декабря 1942 по 25 января 1943 и являлась продолжением операции «Клетка обезьяны», её целью было превращение оперативного пространства за левым крылом группы армий «Центр» — треугольник железных дорог Витебск — Невель — Полоцк (Витебский, Полоцкий, Городоцкий, Меховский, Сиротинский районы) — в зону «выжженной земли».

Проводилась силами 286-й охранной дивизии «Рихерт» в составе 2-го моторизованного гренадерского полка, двух охранных полков, 794-го охранного батальона, 600-го полицейского батальона, 8-го артиллерийского полка, танковых подразделений, 690-й роты полевой жандармерии, хозяйственных спецкоманд из комендатуры Витебска. С целью создания плотной линии ограждения вдоль железной дороги Витебск — Невель к операции были привлечены 381-я учебно-полевая дивизия и «боевая группа Шевалери». 
Им противостояли: 3-я и 4-я Белорусские партизанские бригады, бригада «За Советскую Беларусь», бригада Сиротинской, бригада «Неуловимые», два отряда Белорусской диверсионной бригады имени Ленина, несколько спецгрупп НКВД. 
25 января 1943 года после кровопролитных боев большинству партизанских формирований удалось прорваться через железную дорогу Полоцк — Невель и вывести с собой в Россонский район тысячи местных жителей. 
Результаты: каратели убили 1627 местных жителя, 2041 человек вывезли на каторжные работы в Германию, полностью спалили деревни Аржавухово, Белое, Чарбомысли с большинством жителей, захватили 7468 голов скота, 894 коней, около 1 тысячи штук птиц, 4468 тонн зерна, 145 тонн картофеля, 759 тонн льносемян и льнотресы и др.
- «Kugelblitz» («Шаровая молния») — проводилась в феврале-марте 1943 (14 февраля 1943 — 19 марта 1943). Считается самой большой и хорошо организованной операцией против Суражской партизанской зоны.

Руководили операцией командир 201-й охранной дивизии генерал-майор Якоби и командующий «восточными добровольческими формированиями» генерал-майор Вартенберг. Враг рассчитывал окружить и уничтожить партизанские формировании в треугольнике Невель — Витебск — Усвяты (точнее Городок — Сурож — Межа), силами 201-й охранной дивизии, 2-го моторизованного полка 3-й танковой армии, 3 полицейских формирований (из коллаборационистов), артиллерийских, саперных, контрразведывательных подразделений, 825-го «ост-мусульманского» батальона, приданного 391-й учебно-полевой дивизии вермахта (при поддержке бронепоезда и 10 бронемашин). Общая численность — 36 тысяч солдат и офицеров. Эти силы при поддержке артиллерии, танков и самолётов начали наступление и сильно теснили партизан, у которых на исходе были боеприпасы. Войска противника заняли все важнейшие дороги, на главных направлениях расставили огневые точки и начали прочесывание леса.
До 14 февраля в кольце карателей между реками Овсянка, Лужеснянка и железной дорогой Витебск — Езерище оказалось 9 тысяч партизан и более 20 тысяч местных жителей.
11 и 15 февраля экипажи транспортной авиации сделали 46 самолёто-вылетов с боеприпасами и оружием, дополнительно с 20 до 24 февраля доставили в партизанскую зону более чем 115 тысяч патронов, около 800 мин и 18 минометов, 700 килограмм тола. 22 февраля гитлеровцы перешли в наступление по всему периметру блокады, после чего в течение 5 суток шли жестокие кровопролитные бои. Партизаны сдвигались в восточном направлении, в междуречье Овсянка — Лужеснянка (за озера Вымно и Плав).
Самым неприятным событием для вермахта стал организованный (под влиянием пропаганды) переход на сторону партизан большей части 825-го батальона татар (в составе «Волго-Уральского легиона», набранного из советских военнопленных). Перебежчики в количестве 506—557 человек (из примерно 900—930 человек полного состава батальона, включая 60 немцев) в ночь на 23 февраля организованно ушли к партизанам непосредственно перед началом наступления и дальше воевали вместе с ними против немцев.
К 3 марта партизаны и местные жители были окружены на заросшем мелколесьем и кустарником болоте к югу от реки Овсянка площадью 112 км2. Силы карателей размещались на рубеже деревень Канаши (Конаши) — Дубрава (Дуброво) — Озерки, Кавалева (Ковалево) — Сапраны — высоты в урочище Островская Дача (дер. Луньки). 5 марта партизаны в урочище Щебловская Дача держали круговую оборону, потом командование партизанских формирований приняло решение о прорыве блокады на северо-восток. Партизаны пошли в рукопашную и 11 марта вышли в район деревень Стайки, Дражно, Платы, Костовичи.
К 20 марта гитлеровцы отошли в Витебск, Городок, Сураж. В боевом дневнике 201-й охранной дивизии командующий операцией «Шаровая молния» подвел её итоги: «проверили» 169 деревень, «профильтровали» в них 3583 человека и передали их 9-й айнзац-команде СД (1456 человек из них было расстреляно, 804 человека были доставлены в сборный лагерь для отправки на работы). 
Партизаны потеряли в боях около 400 человек убитыми, более 100 человек ранеными. По данным противника было взято в плен 260 партизан, с которыми зверски расправились: их резали ножами и штыками, связали колючей проволокой, обложили смолой и дровами и подпалили. Женщин и детей, что пробовали спрятаться в землянках, уничтожали гранатами, пойманных в лесу мирных жителей загоняли в уцелевшие постройки и живыми палили. В боях было убито и ранено около 500 гитлеровцев только в 201-й охранной дивизии, почти полностью уничтожен бронедивизион вермахта.
- «Donnerkeil»[бел.] («Удар молнии») — стала непосредственным продолжением операции «Шаровая молния» в треугольнике железных дорог Витебск — Полоцк — Невель, на запад от реки Оболь (Витебский, Городокский, Меховский, Сиротинский, Полоцкий районы).

Проводилась в два этапа. «Громовой удар I»: 21—27 марта 1943 и «Громовой удар II»: 28 марта — 2 апреля 1943 силами 201-й охранной дивизии, 4 охранных батальонов, батальона и полка «Бранденбург», бронепоездов «Блюхер» и «Вернер» и приданных основным силам артиллерийских и саперных подразделений. Руководил операцией командир 201-й охранной дивизии генерал-майор Якоби. Основные силы партизан, бригады: имени С. М. Короткина, 3-я Белорусская, 4-я Белорусская, «За Советскую Беларусь» с боями вышли из-под удара карателей. 
В ходе операции каратели убили 542 человека, преимущественно мирных жителей, вывезли на каторжные работы в Германию 345 человек, захватили десятки тонн продуктов, сожгли деревни Вяречье, Фролово Городокского района, Шалково Полоцкого района, Дражаки, Заозерье, Задобрыя, Зуево, Лапаково, Читавухи, Щемиловка, Ямище.

## Историческое значение
Витебские ворота стали для советских войск самым большим и удачным примером использования «дыры» во фронте противника для развития партизанского движения в тылу врага. Этот опыт использовался в дальнейшем (для снабжения партизанских отрядов на Украине и в Белоруссии в 1944 году) и не только во Второй Мировой войне. Например, похожее и даже большее значение для Вьетнамской войны имела так называемая Тропа Хо Ши Мина в Лаосе, которая к 1975 году представляла собой сеть всепогодных дорог, нефтепровод длиной около 2 тысяч километров и телекоммуникационную линию.

## Упоминания в культуре
- Картина Михаила Савицкого «Витебские ворота»
- Фильм Сергея Урсуляка «Праведник»